# 下関市営球場
下関市営球場（しものせきしえいきゅうじょう）は、山口県下関市向洋町の下関運動公園にかつて存在した野球場。横浜DeNAベイスターズが「大洋ホエールズ」として設立された当初に本拠地としていたことで知られる。
現存する下関球場（オーヴィジョンスタジアム下関）とは別の施設である。

## 概要
1949年（昭和24年）11月、下関に本社を置いていた大洋漁業（現・マルハニチロ）が母体となり、下関を本拠地とするプロ野球球団「まるは球団」を設立。その本拠地球場とするべく、下関市向洋町の大畠練兵場跡地に「（初代）下関球場」が建設された。総工費2500万円のうち2000万円は市民の出資によりまかなわれ、球場の運営も出資者による組合により行われたが、この試みは早々に頓挫し、運営が市に移管され「下関市営球場」として運営された。
まるは球団は1950年に「大洋ホエールズ」に改名され、セントラル・リーグ（セ・リーグ）に加盟し、セ・リーグの開幕戦を当球場で実施（後述）。セ・リーグにフランチャイズ制が導入された1952年には当球場を本拠地として使用した。しかし下関での開催は主催60試合中18試合にとどまり、しかも8試合は観衆1000人以下であったという。
大洋は翌1953年に松竹ロビンスと合併し「大洋松竹ロビンス」（洋松ロビンス）となり、名目上は当球場と京都市西京極総合運動公園野球場の「ダブルフランチャイズ」として登記したものの、下関での主催試合は1954年までの2年間でわずかに5試合（1953年2試合=9月6日の読売巨人軍戦のダブルヘッダー、1954年3試合=4月4日の大阪タイガース戦のダブルヘッダー、4月11日の読売巨人軍戦シングル）にとどまり、照明設備や交通の利便性と興行面からほとんどが大阪球場を本拠地として開催するようになった。
松竹が経営撤退し、再び大洋となった1955年に本拠地を川崎球場に移転してからも下関では大洋主催のオープン戦や公式戦がしばしば開催されてきたが、老朽化など設備に不備が目立つようになるなどしたため、1975年を最後に公式戦は開催されなくなっていった。
老朽化のため、1985年（昭和60年）をもって廃止となり、解体。跡地は当時移転新築工事が進められていた下関市立中央病院（現・下関市立市民病院）の建設用地に充てられ、1988年（昭和63年）に新病院が開院した。

## 主なエピソード
- 1950年3月10日に行われたセ・リーグ初年度の開幕戦は、平和台野球場と下関球場で4球団ずつによる変則ダブルヘッダーとなった。開幕日には下関に大洋ホエールズの他、国鉄スワローズ、中日ドラゴンズ、阪神タイガースが集結。開幕カードとなる大洋対国鉄の一戦は大洋の今西錬太郎が2-0の完封勝利を挙げ [2]、第2戦の中日対阪神も中日の清水秀雄が阪神に二塁を踏ませぬ快投を見せ5-0の完封勝利を挙げた[5]。翌3月11日に行われた松竹対中日戦では、松竹の岩本義行が4回裏に1号満塁本塁打を放ち、この一打はセ・リーグ第1号本塁打となった（前日の10日には2球場とも本塁打なし）[2]。ちなみに同日に岩本より早く西宮球場でパ・リーグ第1号本塁打を放った毎日オリオンズの戸倉勝城は下関市の出身で、大洋ホエールズの前身の大洋漁業野球部の出身である。
- 1960年6月29日に行われた大洋対巨人戦のダブルヘッダーは2試合とも延長12回までもつれ込む熱戦となり、第1試合は巨人森昌彦の送りバント処理ミスで、第2試合は桑田武のサヨナラホームランで大洋が連勝。前日の国鉄戦もサヨナラで勝利を収めており、セ・リーグ初の3試合連続サヨナラ勝利となった。これで勢いづいた大洋はこの年、球団創設11年目にして初のリーグ優勝、日本一を成し遂げることになる[2]。
- 旧下関市営球場では日米野球が通算7試合開催されていた。
  - 1953年　MLBオールスター対全パ・リーグ
  - 1955年　ニューヨーク・ヤンキース対全日本選抜
  - 1956年　ブルックリン・ドジャース対全日本選抜
  - 1958年　セントルイス・カージナルス対全日本選抜
  - 1960年　サンフランシスコ・ジャイアンツ対全日本選抜
  - 1962年　デトロイト・タイガース対大洋ホエールズ
  - 1970年　サンフランシスコ・ジャイアンツ対大洋ホエールズ